# Црна свадба (2. сезона)
Друга сезона криминалистичко-драмске телевизијске серије Црна свадба емитоваће се током  2025. године на каналима Суперстар ТВ и РТС 1. Друга сезона се састоји од десет епизода.

## Радња
У новим наставцима разрађује се идеја Балкана као центра света и попришта вечне борбе добра и зла. Прича добија епски замах, улози су све већи, а натприродни елементи постају све огољенији и важнији.
Радња прати два временска тока - први је смештен у 2002 годину, где Петар истражује серију бизарних и наизглед немотивисаних самоубистава тинејџера, повезаних са мистериозним и злокобним култом Црне руже. Други временски ток се одвија у садашњости, где пратимо Наташу, сада монахињу која се од закона скрива под окриљем Цркве, и Томића, полицајца који се нашао на потерници, такође се кријући од бивших колега док покушава да пронађе несталог Петра и открије ко му је наместио свирепо убиство.
Наташа Јанковић, некада ватрени атеиста сада је калуђерица која заједно са свештеником Јованом, бившим инспектором Банетом Томићем и инспектором Тајне службе Петром Ћирићем, удружује снаге како би савладали демонску легију и спречили их да заузму свет уз помоћ моћне реликвије - црне руке која је припадала Црном Војводи. Ту руку је некада, у једној од првих битака између снага добра и зла, пресекао хришћански светац и сакрио је како силе таме никад до ње не би дошле.
Трагови који воде до руке Црног Војводе остављени су у класичним делима српских уметника које сви познају. Њихове слике крију у себи тајне које могу утицати на судбину људске расе на планети. Слике имају скривено магично дејство и представљају делове слагалице који воде до тачног места где се налази рука Црног Војводе. Потрага се води све до финалне, неизвесне борбе између добра и зла.

## Епизоде
| Бр. еп. (укупно) | Бр. еп. (у сезони) | Наслов | Редитељ         | Сценариста             | Премијера |
| ---------------- | ------------------ | ------ | --------------- | ---------------------- | --------- |
| 40               | 1                  |        | Немања Ћипранић | Александар Радивојевић | 2025.     |